# Ramon Amado i Bernadet
Ramon Amado i Bernadet (Barcelona, 1844 - 8 de gener de 1888) fou un pintor català de l'escola fortunyista.
Fill de José Amado i Sedano de professió notari natural de Madrid mort a Barcelona l'any 1868 i de Mercè Bernadet. Va formar-se a l'Escola de la Llotja i el 1864 va anar a Madrid a estudiar als museus. L'any 1865 va anar a Roma on va romandre alguns anys, va coincidir amb Fortuny, i va recórrer tota la Itàlia. La tradicional campinya romana, les històriques runes monumentals, els records que tanca la ciutat eterna i la diversitat de tipus i aspectes, il·luminats pel puríssim cel del Laci, així com els canals, les illes, les góndoles, els misteriosos carrerons i els llegendaris edificis de la ciutat de les llacunes, van inspirar a Amado algunes de les seves remarcables composicions.
A Roma i a Venècia va començar a dedicar-se a la pintura a l'aquarel·la, en la qual es va distingir després, tot assolint dominar com a excel·lent colorista. És autor de retrats, paisatges i composicions de tema històric i popular; també es distingí per les seves aquarel·les i litografies. Hi ha obres seves al Museu d'Art de Girona i al Museu Nacional d'Art de Catalunya.
Se li coneix un retrat del rei Amadeu de Savoia, Las Navas de Tolosa, pintura a l'oli premiada en un concurs públic per la Diputació de Navarra; un altre quadre d'història, Sub-judice, amb personatges de l'època de Felip II, exposat al Saló de París del 1880; Un matrimoni i Un bateig, exposats al Saló de París del 1876 i Un mercat a Tarragona, del qual va parlar amb elogi M. Duranty, crític d'art de la Gazette des Beaux-Arts. Va participar en l'Exposició de Viena de 1882
El pintor Amado fou un exemple viu de vocació artística i un treballador incansable, que va produir gran quantitat d'obres. La seva producció, però, va dispersar-se ja en vida seva, puix que fou adquirida pels seus clients de París, Roma, Viena i Londres.
Va morir als quaranta-quatre anys, en la plenitud de les seves facultats d'artista.